# 北马圈子镇
北马圈子镇，是中华人民共和国河北省承德市鹰手营子矿区下辖的一个乡镇级行政单位。

## 行政区划
北马圈子镇下辖以下地区：
马圈社区、新平社区、金扇子村、北马圈子村和南马圈子村。